# دینو تاپمولر
دینو تاپمولر (انگلیسی: Dino Toppmöller؛ زادهٔ ۲۳ نوامبر ۱۹۸۰) بازیکن فوتبال اهل آلمان است.
از باشگاه‌هایی که در آن بازی کرده‌است می‌توان به باشگاه فوتبال ارتسگبیرگ آئو، باشگاه فوتبال منچستر سیتی، باشگاه فوتبال آگسبورگ، باشگاه فوتبال بوخوم، باشگاه فوتبال یان رگنسبورگ، باشگاه فوتبال اف۹۱ دودلانژ، باشگاه فوتبال کیکرز اوفنباخ، باشگاه فوتبال آینتراخت فرانکفورت، و باشگاه فوتبال زاربروکن اشاره کرد.